# رله (فیلم)
رله (به انگلیسی: Relay) یک فیلم دلهره‌آور و درام آمریکایی آماده اکران به نویسندگی، کارگردانی و تهیه‌کنندگی دیوید مکنزی با بازی لیلی جیمز، ریز احمد و سم ورثینگتون است.

## داستان
تام (احمد) یک «تعیین‌کننده» مخفی است که از طرف شرکت‌های فاسد سود می‌برد. سارا (جیمز) یک مشتری بالقوه است که ممکن است به حمایت او نیاز داشته باشد.

## تولید
فیلمبرداری اصلی در آوریل ۲۰۲۳ در نیویورک آغاز شد. مکان‌های فیلمبرداری شامل نیوجرسی می‌شد.